# محمد بن قاسم واسطی
محمد بن قاسم واسطی (۱۲۷۶ - ۱۳۴۴) (نسب: شمس‌الدین محمد بن قاسم بن ابی‌بدر مَلیحی واسطی) قاری، واعظ، خطیب بغداد و شاعر صوفی‌گرای عراقی بود.  